# Campionato Interregionale 1990-1991
Il Campionato Interregionale 1990-1991 fu la 43ª edizione del campionato di categoria e il V livello del calcio italiano.

## Stagione

### Aggiornamenti
Ad inizio stagione le seguenti società non si iscrissero al campionato:
- San Marco
- Carbonia
- Marino (proveniente dalla Promozione Laziale).

Inoltre sia il Molfetta che il Lecco furono ammesse in Serie C2 a completamento di organico.
Il Brindisi e il Frosinone si iscrissero in sovrannumero come nuove società perché fallite nei campionati di categoria superiore.
L'Imola, benché nella stagione precedente si classificò primo nel suo girone, andò incontro a una crisi finanziaria che la portò al fallimento. Ciò gli costò la promozione in Serie C2, ma riuscì a iscriversi comunque al campionato con la nuova denominazione sociale Associazione Sportiva Imola.
A completamento di organico vennero ripescate il Tharros, l'ALMAS e il Valmontone.

### Formula
Quest'anno cominciò una riforma dei campionati che si concluse due anni dopo con una riduzione significativa delle squadre partecipanti. Il meccanismo delle promozioni fu modificato: non vennero promosse tutte le prime di ogni girone. Le prime si qualificano per una serie di spareggi intergironi, le vincitrici accedevano alla categoria superiore. Le retrocessioni aumentarono da quattro a sei per girone. Ciò permise di scendere dalle attuali 216 squadre partecipanti alle future 180.

## Girone A
Il Bozzano è una rappresentativa della città di Massarosa.
Il Nizza Millefonti è una compagine di Torino.
La Pegliese è una compagine di Genova.
Il Libarna è una compagine della città di Serravalle Scrivia
L'Intermonregalese è una rappresentativa della città di Mondovì.

### Classifica finale
|  | Pos. | Squadra          | Pt | G  | V  | N  | P  | GF | GS | DR  |
|  | ---- | ---------------- | -- | -- | -- | -- | -- | -- | -- | --- |
|  | 1.   | Pistoiese        | 54 | 34 | 21 | 12 | 1  | 57 | 18 | +39 |
|  | 2.   | Bozzano          | 44 | 34 | 14 | 16 | 4  | 49 | 22 | +27 |
|  | 3.   | Sestese          | 43 | 34 | 13 | 17 | 4  | 39 | 21 | +18 |
|  | 4.   | Savona           | 40 | 34 | 13 | 14 | 7  | 34 | 20 | +14 |
|  | 5.   | Bra              | 38 | 34 | 11 | 16 | 7  | 36 | 33 | +3  |
|  | 6.   | Sammargheritese  | 34 | 34 | 10 | 14 | 10 | 34 | 30 | +4  |
|  | 6.   | Rapallo Ruentes  | 34 | 34 | 11 | 12 | 11 | 22 | 25 | -3  |
|  | 8.   | Chieri A&O       | 33 | 34 | 8  | 17 | 9  | 31 | 35 | -4  |
|  | 8.   | Camaiore         | 33 | 34 | 7  | 19 | 8  | 21 | 28 | -7  |
|  | 10.  | Acqui            | 32 | 34 | 7  | 18 | 9  | 20 | 25 | -5  |
|  | 10.  | Nizza Millefonti | 32 | 34 | 11 | 10 | 13 | 27 | 39 | -12 |
|  | 12.  | Libarna          | 32 | 34 | 8  | 16 | 10 | 30 | 35 | -5  |
|  | 13.  | Albese           | 32 | 34 | 9  | 14 | 11 | 21 | 25 | -4  |
|  | 14.  | Intermonregalese | 32 | 34 | 8  | 16 | 10 | 30 | 37 | -7  |
|  | 15.  | Pegliese         | 30 | 34 | 8  | 14 | 12 | 31 | 35 | -4  |
|  | 16.  | Ventimigliese    | 28 | 34 | 9  | 10 | 15 | 31 | 39 | -8  |
|  | 17.  | Saviglianese     | 22 | 34 | 6  | 10 | 18 | 17 | 43 | -26 |
|  | 18.  | Pinerolo         | 19 | 34 | 4  | 11 | 19 | 32 | 52 | -20 |

Legenda:
 Ammessa agli spareggi promozione intergirone.
      Promossa in Serie C2 1991-1992.
      Retrocessa in Eccellenza 1991-1992.
 Retrocessione diretta.
Regolamento:
Due punti a vittoria, uno a pareggio, zero a sconfitta.
Pari merito in caso di pari punti.
Spareggio in caso di pari punti in zona promozione e/o retrocessione.
Note:
Acqui, Nizza Millefonti, Libarna, Albese e Intermonregalese Valeo terminarono il campionato a pari punti. Per decidere quale squadra retrocede direttamente e quali squadre accedere allo spareggio salvezza si fece ricorso alla classifica avulsa che decretò la retrocessione diretta dell'Intermonregalese Valeo, mentre Libarna e Albese disputarono lo spareggio.

### Spareggi

#### Spareggio salvezza
|         | Risultati |        | Luogo e data                |
| ------- | --------- | ------ | --------------------------- |
| Libarna | 2-1       | Albese | Alessandria, 12 maggio 1991 |
|         |           |        |                             |

## Girone B

### Classifica finale
|  | Pos. | Squadra              | Pt | G  | V  | N  | P  | GF | GS | DR  |
|  | ---- | -------------------- | -- | -- | -- | -- | -- | -- | -- | --- |
|  | 1.   | Aosta                | 49 | 34 | 17 | 15 | 2  | 40 | 22 | +18 |
|  | 2.   | Bellinzago           | 45 | 34 | 15 | 15 | 4  | 50 | 30 | +20 |
|  | 3.   | Corsico              | 42 | 34 | 13 | 16 | 5  | 37 | 27 | +10 |
|  | 4.   | Pro Patria           | 39 | 34 | 13 | 13 | 8  | 42 | 30 | +12 |
|  | 4.   | Mariano              | 39 | 34 | 12 | 15 | 7  | 28 | 22 | +6  |
|  | 6.   | Corbetta             | 37 | 34 | 10 | 17 | 7  | 36 | 31 | +5  |
|  | 7.   | Giaveno Coazze Argus | 36 | 34 | 10 | 16 | 8  | 41 | 39 | +2  |
|  | 8.   | Pro Lissone          | 35 | 34 | 9  | 17 | 8  | 41 | 33 | +8  |
|  | 8.   | Seregno              | 35 | 34 | 11 | 13 | 10 | 29 | 27 | +2  |
|  | 10.  | Caratese             | 34 | 34 | 14 | 6  | 14 | 48 | 44 | +4  |
|  | 10.  | Sparta Novara        | 34 | 34 | 9  | 16 | 9  | 35 | 34 | +1  |
|  | 10.  | Valenzana            | 34 | 34 | 12 | 10 | 12 | 33 | 35 | -2  |
|  | 13.  | Juventus Domo        | 33 | 34 | 8  | 17 | 9  | 26 | 30 | -4  |
|  | 13.  | Gallaratese          | 33 | 34 | 11 | 11 | 12 | 30 | 36 | -6  |
|  | 15.  | Virtus Binasco       | 29 | 34 | 6  | 17 | 11 | 20 | 27 | -7  |
|  | 16.  | Verbania             | 23 | 34 | 4  | 15 | 15 | 34 | 48 | -14 |
|  | 17.  | Rivoli               | 19 | 34 | 5  | 9  | 20 | 27 | 53 | -26 |
|  | 18.  | Biellese             | 16 | 34 | 1  | 14 | 19 | 19 | 48 | -29 |

Legenda:
 Ammessa agli spareggi promozione intergirone.
      Promossa in Serie C2 1991-1992.
      Retrocessa in Eccellenza 1991-1992.
Regolamento:
Due punti a vittoria, uno a pareggio, zero a sconfitta.
Pari merito in caso di pari punti.
Spareggio in caso di pari punti in zona promozione e/o retrocessione.

## Girone C
La Virtus Roteglia è una rappresentativa della città di Castellarano.

### Classifica finale
|  | Pos. | Squadra         | Pt | G  | V  | N  | P  | GF | GS | DR  |
|  | ---- | --------------- | -- | -- | -- | -- | -- | -- | -- | --- |
|  | 1.   | Brescello       | 49 | 34 | 17 | 15 | 2  | 47 | 25 | +22 |
|  | 2.   | Lumezzane       | 47 | 34 | 15 | 17 | 2  | 42 | 16 | +26 |
|  | 3.   | Reggiolo        | 45 | 34 | 16 | 13 | 5  | 55 | 32 | +23 |
|  | 4.   | Darfo Boario    | 44 | 34 | 14 | 16 | 4  | 45 | 21 | +24 |
|  | 4.   | Vogherese       | 44 | 34 | 16 | 12 | 6  | 46 | 27 | +19 |
|  | 6.   | Breno           | 41 | 34 | 10 | 21 | 3  | 32 | 19 | +13 |
|  | 7.   | Fanfulla        | 38 | 34 | 15 | 8  | 11 | 26 | 21 | +5  |
|  | 8.   | Sassuolo        | 37 | 34 | 11 | 15 | 8  | 32 | 23 | +9  |
|  | 9.   | Virtus Roteglia | 36 | 34 | 12 | 12 | 10 | 30 | 31 | -1  |
|  | 10.  | Albinese        | 35 | 34 | 9  | 17 | 8  | 29 | 26 | +3  |
|  | 11.  | Bagnolese       | 33 | 34 | 9  | 15 | 10 | 25 | 24 | +1  |
|  | 12.  | Crema           | 31 | 34 | 9  | 13 | 12 | 36 | 51 | -15 |
|  | 13.  | Romanese        | 28 | 34 | 5  | 18 | 11 | 17 | 25 | -8  |
|  | 13.  | Stezzanese      | 28 | 34 | 7  | 14 | 13 | 24 | 37 | -13 |
|  | 15.  | Orceana         | 26 | 34 | 7  | 12 | 15 | 29 | 44 | -15 |
|  | 16.  | Brembillese     | 19 | 34 | 4  | 11 | 19 | 15 | 43 | -28 |
|  | 17.  | Sant'Angelo     | 16 | 34 | 4  | 8  | 22 | 25 | 52 | -27 |
|  | 18.  | Colorno         | 15 | 34 | 5  | 5  | 24 | 21 | 59 | -38 |

Legenda:
 Ammessa agli spareggi promozione intergirone.
      Retrocessa in Eccellenza 1991-1992.
Regolamento:
Due punti a vittoria, uno a pareggio, zero a sconfitta.
Pari merito in caso di pari punti.
Spareggio in caso di pari punti in zona promozione e/o retrocessione.

## Girone D
La Sampierana è una rappresentativa della cittadina di San Piero in Bagno.

### Classifica finale
|  | Pos. | Squadra            | Pt | G  | V  | N  | P  | GF | GS | DR  |
|  | ---- | ------------------ | -- | -- | -- | -- | -- | -- | -- | --- |
|  | 1.   | Russi              | 47 | 34 | 17 | 13 | 4  | 43 | 16 | +27 |
|  | 2.   | San Lazzaro        | 45 | 34 | 15 | 15 | 4  | 48 | 29 | +19 |
|  | 3.   | Forlì              | 42 | 34 | 15 | 12 | 7  | 36 | 21 | +15 |
|  | 3.   | Faenza             | 42 | 34 | 14 | 14 | 6  | 41 | 23 | +18 |
|  | 3.   | Rovereto           | 42 | 34 | 17 | 8  | 9  | 37 | 23 | +14 |
|  | 6.   | Rovigo             | 40 | 34 | 14 | 12 | 8  | 41 | 28 | +13 |
|  | 7.   | Thiene             | 37 | 34 | 11 | 15 | 8  | 39 | 26 | +13 |
|  | 8.   | Bolzano            | 36 | 34 | 10 | 16 | 8  | 28 | 28 | 0   |
|  | 9.   | Arzignano          | 35 | 34 | 9  | 17 | 8  | 36 | 29 | +7  |
|  | 9.   | San Marino         | 35 | 34 | 10 | 15 | 9  | 28 | 26 | +2  |
|  | 11.  | Imolese            | 34 | 34 | 11 | 12 | 11 | 33 | 34 | -1  |
|  | 12.  | Crevalcore         | 34 | 34 | 10 | 14 | 10 | 42 | 33 | +9  |
|  | 13.  | Schio              | 34 | 34 | 11 | 12 | 11 | 33 | 31 | +2  |
|  | 14.  | Benacense 1905     | 32 | 34 | 12 | 8  | 14 | 28 | 37 | -9  |
|  | 15.  | Sampierana CEAS    | 27 | 34 | 8  | 11 | 15 | 40 | 53 | -13 |
|  | 16.  | Contarina          | 17 | 34 | 4  | 9  | 21 | 23 | 59 | -36 |
|  | 16.  | Olivo-Olimpia Arco | 17 | 34 | 4  | 9  | 21 | 27 | 68 | -41 |
|  | 18.  | Cattolica          | 16 | 34 | 4  | 8  | 22 | 18 | 57 | -39 |

Legenda:
 Ammessa agli spareggi promozione intergirone.
      Retrocessa in Eccellenza 1991-1992.
 Retrocessione diretta.
Regolamento:
Due punti a vittoria, uno a pareggio, zero a sconfitta.
Pari merito in caso di pari punti.
Spareggio in caso di pari punti in zona promozione e/o retrocessione.
Note:
Imola, Crevalcore e Schio terminarono il campionato a pari punti. Per decidere quale squadra salvare direttamente e quali squadre accedere allo spareggio salvezza si fece ricorso alla classifica avulsa che decretò la salvezza diretta dell'Imola, mentre Crevalcore e Schio disputarono lo spareggio.
La Benacense Riva fu poi riammessa nel Campionato Interregionale 1991-1992.

### Spareggi

#### Spareggio salvezza
|            | Risultati |       | Luogo e data           |
| ---------- | --------- | ----- | ---------------------- |
| Crevalcore | 3-2 (dts) | Schio | Rovigo, 12 maggio 1991 |
|            |           |       |                        |

## Girone E
Il Centro del Mobile è una compagine della città di Brugnera.

### Classifica finale
|  | Pos. | Squadra              | Pt | G  | V  | N  | P  | GF | GS | DR  |
|  | ---- | -------------------- | -- | -- | -- | -- | -- | -- | -- | --- |
|  | 1.   | Giorgione            | 51 | 34 | 18 | 15 | 1  | 43 | 17 | +26 |
|  | 2.   | Centro del Mobile    | 43 | 34 | 14 | 15 | 5  | 27 | 21 | +6  |
|  | 3.   | Mira                 | 40 | 34 | 14 | 12 | 8  | 37 | 23 | +14 |
|  | 4.   | Belluno              | 39 | 34 | 12 | 15 | 7  | 24 | 22 | +2  |
|  | 5.   | Bassano Virtus       | 38 | 34 | 13 | 12 | 9  | 48 | 35 | +13 |
|  | 6.   | Pro Gorizia          | 37 | 34 | 12 | 13 | 9  | 36 | 28 | +8  |
|  | 7.   | Sandonà 1922         | 36 | 34 | 12 | 12 | 10 | 33 | 27 | +6  |
|  | 7.   | Ponte di Piave       | 36 | 34 | 13 | 10 | 11 | 37 | 32 | +5  |
|  | 7.   | Sevegliano           | 36 | 34 | 10 | 16 | 8  | 37 | 32 | +5  |
|  | 10.  | Conegliano           | 35 | 34 | 9  | 17 | 8  | 33 | 28 | +5  |
|  | 10.  | Caerano              | 35 | 34 | 10 | 15 | 9  | 35 | 33 | +2  |
|  | 10.  | Monfalcone           | 35 | 34 | 6  | 23 | 5  | 23 | 24 | -1  |
|  | 13.  | Sacilese             | 34 | 34 | 9  | 16 | 9  | 21 | 23 | -2  |
|  | 14.  | Venezia              | 33 | 34 | 12 | 9  | 13 | 35 | 27 | +8  |
|  | 15.  | Montebelluna         | 28 | 34 | 6  | 16 | 12 | 19 | 29 | -10 |
|  | 16.  | Tonon Opitergina     | 25 | 34 | 7  | 11 | 16 | 31 | 47 | -16 |
|  | 17.  | Fulgor Salzano       | 16 | 34 | 6  | 4  | 24 | 30 | 65 | -35 |
|  | 18.  | San Giovanni Trieste | 15 | 34 | 4  | 7  | 23 | 16 | 52 | -36 |

Legenda:
 Ammessa agli spareggi promozione intergirone.
      Retrocessa in Eccellenza 1991-1992.
Regolamento:
Due punti a vittoria, uno a pareggio, zero a sconfitta.
Pari merito in caso di pari punti.
Spareggio in caso di pari punti in zona promozione e/o retrocessione.

## Girone F
Il Tuttocalzatura è una rappresentativa della città di Castelfranco di Sotto.

Il preciso nome dell'Audax Piobbico per questa stagione è "Audax Carmes Piobbico".

### Classifica finale
|  | Pos. | Squadra                 | Pt | G  | V  | N  | P  | GF | GS | DR  |
|  | ---- | ----------------------- | -- | -- | -- | -- | -- | -- | -- | --- |
|  | 1.   | Colligiana              | 50 | 34 | 17 | 16 | 1  | 43 | 16 | +27 |
|  | 2.   | Gualdo                  | 49 | 34 | 18 | 13 | 3  | 37 | 15 | +22 |
|  | 3.   | Rondinella              | 48 | 34 | 18 | 12 | 4  | 48 | 19 | +29 |
|  | 4.   | Cuoiopelli              | 45 | 34 | 15 | 15 | 4  | 44 | 19 | +25 |
|  | 5.   | Bastia                  | 40 | 34 | 14 | 12 | 8  | 29 | 24 | +5  |
|  | 6.   | Virtus Chianciano       | 35 | 34 | 11 | 13 | 10 | 33 | 27 | +6  |
|  | 6.   | Vadese                  | 35 | 34 | 9  | 17 | 8  | 28 | 23 | +5  |
|  | 6.   | Audax Piobbico          | 35 | 34 | 10 | 15 | 9  | 31 | 27 | +4  |
|  | 6.   | Narnese                 | 35 | 34 | 11 | 13 | 10 | 35 | 36 | -1  |
|  | 6.   | Urbania                 | 35 | 34 | 9  | 17 | 8  | 24 | 26 | -2  |
|  | 11.  | Foligno                 | 34 | 34 | 10 | 14 | 10 | 27 | 31 | -4  |
|  | 11.  | Ellera                  | 34 | 34 | 8  | 18 | 8  | 35 | 32 | +3  |
|  | 13.  | Certaldo                | 34 | 34 | 9  | 16 | 9  | 30 | 30 | 0   |
|  | 14.  | Alabastri Volterra (-3) | 30 | 34 | 11 | 11 | 12 | 30 | 35 | -5  |
|  | 15.  | Spoleto                 | 22 | 34 | 6  | 10 | 18 | 22 | 44 | -22 |
|  | 16.  | Pontassieve             | 18 | 34 | 4  | 10 | 20 | 11 | 37 | -26 |
|  | 17.  | Bibbienese              | 17 | 34 | 5  | 7  | 22 | 18 | 48 | -30 |
|  | 18.  | Tuttocalzatura          | 13 | 34 | 4  | 5  | 25 | 18 | 54 | -36 |

Legenda:
 Ammessa agli spareggi promozione intergirone.
      Retrocessa in Eccellenza 1991-1992.
 Retrocessione diretta.
Regolamento:
Due punti a vittoria, uno a pareggio, zero a sconfitta.
Pari merito in caso di pari punti.
Spareggio in caso di pari punti in zona promozione e/o retrocessione.
Note:
L'Alabastri Volterra ha scontato 3 punti di penalizzazione.
Foligno, Ellera e Certaldo terminarono il campionato a pari punti. Per decidere quale squadra salvare direttamente e quali squadre accedere allo spareggio salvezza si fece ricorso alla classifica avulsa che decretò la salvezza diretta del Foligno; Ellera e Certaldo disputarono lo spareggio.

### Spareggi

#### Spareggio salvezza
|        | Risultati |          | Luogo e data                |
| ------ | --------- | -------- | --------------------------- |
| Ellera | 2-1       | Certaldo | Foiano della Chiana, ? 1991 |
|        |           |          |                             |

## Girone G
Il Renato Curi è una rappresentativa della città di Città Sant'Angelo in provincia di Pescara 
Il Cerreto è una rappresentativa della città di Cerreto d'Esi.

### Classifica finale
|  | Pos. | Squadra        | Pt | G  | V  | N  | P  | GF | GS | DR  |
|  | ---- | -------------- | -- | -- | -- | -- | -- | -- | -- | --- |
|  | 1.   | Avezzano       | 54 | 34 | 24 | 6  | 4  | 66 | 23 | +43 |
|  | 2.   | Fermana        | 43 | 34 | 14 | 15 | 5  | 33 | 24 | +9  |
|  | 3.   | L'Aquila       | 42 | 34 | 13 | 16 | 5  | 25 | 13 | +12 |
|  | 4.   | Montegranaro   | 40 | 34 | 15 | 10 | 9  | 34 | 28 | +6  |
|  | 4.   | Pineto         | 40 | 34 | 12 | 16 | 6  | 29 | 23 | +6  |
|  | 6.   | Santegidiese   | 38 | 34 | 13 | 12 | 9  | 34 | 31 | +3  |
|  | 7.   | Urbino         | 36 | 34 | 10 | 16 | 8  | 35 | 32 | +3  |
|  | 8.   | Recanatese     | 35 | 34 | 10 | 15 | 9  | 34 | 30 | +4  |
|  | 9.   | Luco dei Marsi | 34 | 34 | 12 | 10 | 12 | 34 | 34 | 0   |
|  | 9.   | Penne          | 34 | 34 | 8  | 18 | 8  | 30 | 35 | -5  |
|  | 11.  | Sulmona        | 33 | 34 | 12 | 9  | 13 | 27 | 28 | -1  |
|  | 12.  | Tolentino      | 32 | 34 | 10 | 12 | 12 | 39 | 33 | +6  |
|  | 13.  | Monturanese    | 32 | 34 | 9  | 14 | 11 | 31 | 30 | +1  |
|  | 14.  | Rosetana       | 29 | 34 | 9  | 11 | 14 | 25 | 39 | -14 |
|  | 15.  | Termoli        | 26 | 34 | 3  | 20 | 11 | 24 | 34 | -10 |
|  | 16.  | Renato Curi    | 25 | 34 | 7  | 11 | 16 | 29 | 43 | -14 |
|  | 17.  | Sangiorgese    | 25 | 34 | 8  | 9  | 17 | 25 | 44 | -19 |
|  | 18.  | Cerreto        | 14 | 34 | 2  | 10 | 22 | 15 | 45 | -30 |

Legenda:
 Ammessa agli spareggi promozione intergirone.
      Promossa in Serie C2 1991-1992.
      Retrocessa in Eccellenza 1991-1992.
 Retrocessione diretta.
Regolamento:
Due punti a vittoria, uno a pareggio, zero a sconfitta.
Pari merito in caso di pari punti.
Spareggio in caso di pari punti in zona promozione e/o retrocessione.

### Spareggi

#### Spareggio salvezza
|           | Risultati |             | Luogo e data           |
| --------- | --------- | ----------- | ---------------------- |
| Tolentino | 2-1 (dts) | Monturanese | Loreto, 12 maggio 1991 |
|           |           |             |                        |

## Girone H
L'Ozierese è una rappresentativa della città di Ozieri. La Spes Montesacro è una rapprentativa di Roma.

### Classifica finale
|  | Pos. | Squadra         | Pt | G  | V  | N  | P  | GF | GS | DR  |
|  | ---- | --------------- | -- | -- | -- | -- | -- | -- | -- | --- |
|  | 1.   | Cerveteri       | 51 | 34 | 19 | 13 | 2  | 53 | 22 | +31 |
|  | 2.   | Acilia          | 45 | 34 | 16 | 13 | 5  | 39 | 21 | +18 |
|  | 3.   | Selargius       | 42 | 34 | 16 | 10 | 8  | 40 | 30 | +10 |
|  | 4.   | Rieti           | 41 | 34 | 12 | 17 | 5  | 41 | 20 | +21 |
|  | 5.   | Civitavecchia   | 37 | 34 | 12 | 13 | 9  | 28 | 23 | +5  |
|  | 6.   | Nuorese         | 36 | 34 | 10 | 16 | 8  | 39 | 30 | +9  |
|  | 6.   | Grosseto        | 36 | 34 | 10 | 16 | 8  | 28 | 28 | 0   |
|  | 6.   | Calangianus     | 36 | 34 | 12 | 12 | 10 | 37 | 39 | -2  |
|  | 9.   | Casalotti       | 35 | 34 | 10 | 15 | 9  | 36 | 29 | +7  |
|  | 9.   | Spes Montesacro | 35 | 34 | 9  | 17 | 8  | 33 | 29 | +4  |
|  | 11.  | Ladispoli       | 34 | 34 | 9  | 16 | 9  | 33 | 25 | +8  |
|  | 11.  | Tharros         | 34 | 34 | 10 | 14 | 10 | 25 | 29 | -4  |
|  | 13.  | Viterbese       | 33 | 34 | 9  | 15 | 10 | 30 | 24 | +6  |
|  | 14.  | Gialeto         | 30 | 34 | 10 | 10 | 14 | 27 | 35 | -8  |
|  | 15.  | Ilvamaddalena   | 27 | 34 | 7  | 13 | 14 | 26 | 43 | -17 |
|  | 16.  | Ozierese        | 25 | 34 | 5  | 15 | 14 | 16 | 38 | -22 |
|  | 17.  | ALMAS           | 24 | 34 | 5  | 14 | 15 | 24 | 40 | -16 |
|  | 18.  | Terralba        | 11 | 34 | 2  | 7  | 25 | 17 | 67 | -50 |

Legenda:
 Ammessa agli spareggi promozione intergirone.
      Promossa in Serie C2 1991-1992.
      Retrocessa in Eccellenza 1991-1992.
Regolamento:
Due punti a vittoria, uno a pareggio, zero a sconfitta.
Pari merito in caso di pari punti.
Spareggio in caso di pari punti in zona promozione e/o retrocessione.
Note:
La Viterbese fu poi riammessa al Campionato Interregionale 1991-1992.

## Girone I

### Classifica finale
|  | Pos. | Squadra            | Pt | G  | V  | N  | P  | GF | GS | DR  |
|  | ---- | ------------------ | -- | -- | -- | -- | -- | -- | -- | --- |
|  | 1.   | Sporting Benevento | 55 | 34 | 22 | 11 | 1  | 55 | 16 | +39 |
|  | 2.   | Valmontone         | 44 | 34 | 16 | 12 | 6  | 34 | 17 | +17 |
|  | 2.   | Real Aversa        | 44 | 34 | 15 | 14 | 5  | 46 | 30 | +16 |
|  | 4.   | Isola Liri         | 38 | 34 | 15 | 8  | 11 | 46 | 32 | +14 |
|  | 5.   | Frosinone (-1)     | 36 | 34 | 11 | 15 | 8  | 32 | 24 | +8  |
|  | 6.   | Cassino            | 35 | 34 | 11 | 13 | 10 | 33 | 26 | +7  |
|  | 6.   | Sora               | 35 | 34 | 10 | 15 | 9  | 24 | 25 | -1  |
|  | 6.   | Arzanese           | 35 | 34 | 13 | 9  | 12 | 31 | 34 | -3  |
|  | 6.   | Grumese            | 35 | 34 | 12 | 11 | 11 | 27 | 35 | -8  |
|  | 10.  | Acerrana           | 33 | 34 | 10 | 13 | 11 | 35 | 32 | +3  |
|  | 10.  | Pomezia            | 33 | 34 | 10 | 13 | 11 | 24 | 27 | -3  |
|  | 10.  | Anziolavinio       | 33 | 34 | 11 | 11 | 12 | 24 | 30 | -6  |
|  | 13.  | Vis Sezze          | 32 | 34 | 10 | 12 | 12 | 27 | 26 | +1  |
|  | 13.  | Tivoli             | 32 | 34 | 11 | 10 | 13 | 33 | 34 | -1  |
|  | 15.  | Fondi              | 26 | 34 | 6  | 14 | 14 | 18 | 23 | -5  |
|  | 16.  | VJS Velletri       | 24 | 34 | 5  | 14 | 15 | 10 | 30 | -20 |
|  | 17.  | Cynthia            | 23 | 34 | 7  | 9  | 18 | 27 | 54 | -27 |
|  | 18.  | Pro Cisterna       | 18 | 34 | 4  | 10 | 20 | 14 | 45 | -31 |

Legenda:
 Ammessa agli spareggi promozione intergirone.
      Retrocessa in Eccellenza 1991-1992.
Regolamento:
Due punti a vittoria, uno a pareggio, zero a sconfitta.
Pari merito in caso di pari punti.
Spareggio in caso di pari punti in zona promozione e/o retrocessione.
Note:
Il Frosinone ha scontato 1 punto di penalizzazione.
Il Tivoli è stato poi riammesso nel Campionato Interregionale 1991-1992.

## Girone L

### Classifica finale
|  | Pos. | Squadra             | Pt | G  | V  | N  | P  | GF | GS | DR  |
|  | ---- | ------------------- | -- | -- | -- | -- | -- | -- | -- | --- |
|  | 1.   | Juventus Stabia     | 53 | 34 | 23 | 7  | 4  | 55 | 14 | +41 |
|  | 2.   | Audace Cerignola    | 51 | 34 | 19 | 13 | 2  | 58 | 17 | +41 |
|  | 3.   | Brindisi            | 45 | 34 | 16 | 13 | 5  | 45 | 26 | +19 |
|  | 4.   | Solofra             | 44 | 34 | 15 | 14 | 5  | 44 | 23 | +21 |
|  | 5.   | Bitonto             | 40 | 34 | 15 | 10 | 9  | 52 | 33 | +19 |
|  | 5.   | Agropoli            | 40 | 34 | 12 | 16 | 6  | 35 | 28 | +7  |
|  | 7.   | Ebolitana           | 38 | 34 | 14 | 10 | 10 | 48 | 34 | +14 |
|  | 8.   | Matino              | 36 | 34 | 10 | 16 | 8  | 27 | 21 | +6  |
|  | 9.   | Scafatese           | 35 | 34 | 14 | 7  | 13 | 35 | 35 | 0   |
|  | 9.   | Pro Italia Galatina | 35 | 34 | 13 | 9  | 12 | 33 | 38 | -5  |
|  | 11.  | Ercolanese          | 34 | 34 | 12 | 10 | 12 | 43 | 37 | +6  |
|  | 12.  | Portici             | 31 | 34 | 10 | 11 | 13 | 33 | 32 | +1  |
|  | 13.  | Nocerina            | 28 | 34 | 9  | 10 | 15 | 27 | 45 | -18 |
|  | 14.  | Terlizzi            | 27 | 34 | 8  | 11 | 15 | 29 | 44 | -15 |
|  | 15.  | Sorrento            | 25 | 34 | 7  | 11 | 16 | 23 | 48 | -25 |
|  | 16.  | Toma Maglie         | 18 | 34 | 2  | 14 | 18 | 22 | 49 | -27 |
|  | 16.  | Tricase             | 18 | 34 | 5  | 8  | 21 | 23 | 59 | -36 |
|  | 18.  | Manfredonia         | 14 | 34 | 3  | 8  | 23 | 24 | 73 | -49 |

Legenda:
 Ammessa agli spareggi promozione intergirone.
      Promossa in Serie C2 1991-1992.
      Retrocessa in Eccellenza 1991-1992.
Regolamento:
Due punti a vittoria, uno a pareggio, zero a sconfitta.
Pari merito in caso di pari punti.
Spareggio in caso di pari punti in zona promozione e/o retrocessione.

## Girone M
Il Praia è una compagine di Praia a Mare (CS).

### Classifica finale
|  | Pos. | Squadra            | Pt | G  | V  | N  | P  | GF | GS | DR  |
|  | ---- | ------------------ | -- | -- | -- | -- | -- | -- | -- | --- |
|  | 1.   | Matera             | 49 | 34 | 19 | 11 | 4  | 57 | 18 | +39 |
|  | 2.   | Pisticci           | 45 | 34 | 16 | 13 | 5  | 44 | 28 | +16 |
|  | 3.   | Nuova Rossanese    | 37 | 34 | 12 | 13 | 9  | 46 | 29 | +17 |
|  | 3.   | Praia              | 37 | 34 | 13 | 11 | 10 | 31 | 19 | +12 |
|  | 3.   | Acri               | 37 | 34 | 12 | 13 | 9  | 43 | 38 | +5  |
|  | 6.   | Adelaide Nicastro  | 36 | 34 | 12 | 12 | 10 | 30 | 28 | +2  |
|  | 6.   | Nuova Rosarnese    | 36 | 34 | 12 | 12 | 10 | 36 | 36 | 0   |
|  | 8.   | Rende              | 35 | 34 | 10 | 15 | 9  | 24 | 21 | +3  |
|  | 8.   | Putignano          | 35 | 34 | 12 | 11 | 11 | 35 | 33 | +2  |
|  | 8.   | Bovalinese         | 35 | 34 | 12 | 11 | 11 | 32 | 31 | +1  |
|  | 8.   | Massafra           | 35 | 34 | 11 | 13 | 10 | 27 | 28 | -1  |
|  | 12.  | Moliterno          | 34 | 34 | 10 | 14 | 10 | 29 | 29 | 0   |
|  | 13.  | Sportiva Cariatese | 34 | 34 | 13 | 8  | 13 | 38 | 40 | -2  |
|  | 14.  | Policoro           | 34 | 34 | 10 | 14 | 10 | 26 | 27 | -1  |
|  | 15.  | Cirò Marina        | 31 | 34 | 10 | 11 | 13 | 24 | 31 | -7  |
|  | 16.  | Francavilla        | 29 | 34 | 8  | 13 | 13 | 25 | 32 | -7  |
|  | 17.  | Noci               | 24 | 34 | 6  | 12 | 16 | 24 | 46 | -22 |
|  | 18.  | Leporano           | 9  | 34 | 2  | 5  | 27 | 19 | 76 | -57 |

Legenda:
 Ammessa agli spareggi promozione intergirone.
      Promossa in Serie C2 1991-1992.
      Retrocessa in Eccellenza 1991-1992.
 Retrocessione diretta.
Regolamento:
Due punti a vittoria, uno a pareggio, zero a sconfitta.
Pari merito in caso di pari punti.
Spareggio in caso di pari punti in zona promozione e/o retrocessione.
Note:
Moliterno, Sportiva Cariatese e Policoro terminarono il campionato a pari punti. Per decidere quale squadra retrocede direttamente e quali squadre accedere allo spareggio salvezza si fece ricorso alla classifica avulsa che decretò la retrocessione diretta del Policoro, mentre Moliterno e La Sportiva Cariatese disputarono lo spareggio.

### Spareggi

#### Spareggio salvezza
|           | Risultati |                    | Luogo e data               |
| --------- | --------- | ------------------ | -------------------------- |
| Moliterno | 1-0       | Sportiva Cariatese | Grottaglie, 12 maggio 1991 |
|           |           |                    |                            |

## Girone N
Il Barcellona è una rappresentativa della città di Barcellona Pozzo di Gotto.

### Classifica finale
|  | Pos. | Squadra                   | Pt | G  | V  | N  | P  | GF | GS | DR  |
|  | ---- | ------------------------- | -- | -- | -- | -- | -- | -- | -- | --- |
|  | 1.   | Gangi                     | 52 | 34 | 23 | 6  | 5  | 47 | 19 | +28 |
|  | 2.   | Trapani                   | 45 | 34 | 18 | 9  | 7  | 46 | 29 | +17 |
|  | 3.   | Mazara                    | 44 | 34 | 18 | 8  | 8  | 48 | 26 | +22 |
|  | 4.   | Nissa                     | 43 | 34 | 17 | 9  | 8  | 47 | 26 | +21 |
|  | 5.   | Comiso                    | 41 | 34 | 15 | 11 | 8  | 47 | 31 | +16 |
|  | 6.   | Scicli                    | 38 | 34 | 13 | 12 | 9  | 36 | 21 | +15 |
|  | 7.   | Folgore Castelvetrano     | 37 | 34 | 13 | 11 | 10 | 39 | 36 | +3  |
|  | 8.   | Nuova Igea                | 35 | 34 | 11 | 13 | 10 | 34 | 27 | +7  |
|  | 8.   | Ragusa                    | 35 | 34 | 10 | 15 | 9  | 38 | 35 | +3  |
|  | 10.  | Marsala                   | 34 | 34 | 11 | 12 | 11 | 34 | 25 | +9  |
|  | 10.  | Agrigento Hinterland (-1) | 34 | 34 | 10 | 15 | 9  | 34 | 27 | +7  |
|  | 12.  | Termitana                 | 33 | 34 | 10 | 13 | 11 | 28 | 32 | -4  |
|  | 13.  | Partinicaudace            | 31 | 34 | 10 | 11 | 13 | 27 | 45 | -18 |
|  | 14.  | Juventina Gela            | 30 | 34 | 10 | 10 | 14 | 34 | 43 | -9  |
|  | 15.  | Menfi                     | 29 | 34 | 9  | 11 | 14 | 38 | 38 | 0   |
|  | 16.  | Barcellona                | 21 | 34 | 5  | 11 | 18 | 28 | 41 | -13 |
|  | 17.  | Niscemi                   | 16 | 34 | 3  | 10 | 21 | 14 | 57 | -43 |
|  | 18.  | Palermolympia (-1)        | 12 | 34 | 4  | 5  | 25 | 22 | 83 | -61 |

Legenda:
 Ammessa agli spareggi promozione intergirone.
      Promossa in Serie C2 1991-1992.
      Retrocessa in Eccellenza 1991-1992.
Regolamento:
Due punti a vittoria, uno a pareggio, zero a sconfitta.
Pari merito in caso di pari punti.
Spareggio in caso di pari punti in zona promozione e/o retrocessione.
Note:
L'Agrigento Hinterland e il Palermolympia hanno scontato 1 punto di penalizzazione.

## Spareggi promozione
Per la promozione in Serie C2 si sono disputati degli incontri di spareggio tra le prime classificate dei 12 gironi che hanno decretato 6 promozioni alla categoria superiore.
|                 | Risultati     |                 | Luogo e data                            |
| --------------- | ------------- | --------------- | --------------------------------------- |
| Pistoiese       | 2-0           | Russi           | Pistoia, 19 Maggio 1991                 |
| Russi           | 0-0           | Pistoiese       | Russi, 26 Maggio 1991                   |
|                 |               |                 |                                         |
| Aosta           | 2-2           | Brescello       | Aosta, 19 Maggio 1991                   |
| Brescello       | 1-3           | Aosta           | Brescello, 26 Maggio 1991               |
|                 |               |                 |                                         |
| Cerveteri       | 0-0           | Giorgione       | Cerveteri, 19 Maggio 1991               |
| Giorgione       | 0-0 (5-6 dtr) | Cerveteri       | Castelfranco Veneto, 26 Maggio 1991     |
|                 |               |                 |                                         |
| Avezzano        | 2-0           | Colligiana      | Avezzano, 19 Maggio 1991                |
| Colligiana      | 1-1           | Avezzano        | Colle di Val d'Elsa, 26 Maggio 1991     |
|                 |               |                 |                                         |
| Juventus Stabia | 0-1           | Benevento       | Castellammare di Stabia, 19 Maggio 1991 |
| Benevento       | 0-2           | Juventus Stabia | Benevento, 26 Maggio 1991               |
|                 |               |                 |                                         |
| Matera          | 2-0           | Gangi           | Matera, 19 Maggio 1991                  |
| Gangi           | 0-0           | Matera          | Gangi, 26 Maggio 1991                   |
|                 |               |                 |                                         |

## Trofeo Jacinto
Tra le 6 promosse alla categoria superiore si è disputato il Trofeo Jacinto, che è stato vinto dal Matera al suo primo titolo.

### Girone A
| Squadra      | P.ti | G | V | N | P | GF | GS | DR |
| ------------ | ---- | - | - | - | - | -- | -- | -- |
| 1. Aosta     | 4    | 2 | 2 | 0 | 0 | 8  | 2  | +6 |
| 2. Cerveteri | 2    | 2 | 1 | 0 | 1 | 3  | 2  | +1 |
| 3. Pistoiese | 0    | 2 | 0 | 0 | 2 | 1  | 8  | -7 |

| Cerveteri 2 giugno 1991 | Cerveteri | 2 – 0 | Pistoiese |  |

| Aosta 9 giugno 1991 | Aosta | 2 – 1 | Cerveteri |  |

| Pistoia 12 giugno 1991 | Pistoiese | 1 – 6 | Aosta |  |

### Girone B
| Squadra            | P.ti | G | V | N | P | GF | GS | DR |
| ------------------ | ---- | - | - | - | - | -- | -- | -- |
| 1. Matera          | 4    | 2 | 2 | 0 | 0 | 5  | 2  | +3 |
| 2. Avezzano        | 2    | 2 | 1 | 0 | 1 | 8  | 3  | +5 |
| 3. Juventus Stabia | 0    | 2 | 0 | 0 | 2 | 0  | 8  | -8 |

| Castellammare di Stabia 2 giugno 1991 | Juventus Stabia | 0 – 2 | Matera |  |

| Avezzano 9 giugno 1991 | Avezzano | 6 – 0 | Juventus Stabia |  |

| Matera 12 giugno 1991 | Matera | 3 – 2 | Avezzano |  |

### Finale
| Squadra 1 | Risultato | Squadra 2 |
| --------- | --------- | --------- |
| Matera    | 1 - 0     | Aosta     |

| Bovalino 23 giugno 1991 | Matera | 1 – 0 | Aosta |  |